# Erectopus
Erectopus là một chi khủng long, được von Huene mô tả khoa học năm 1922.